# Jezebel (canção dos The Rasmus)

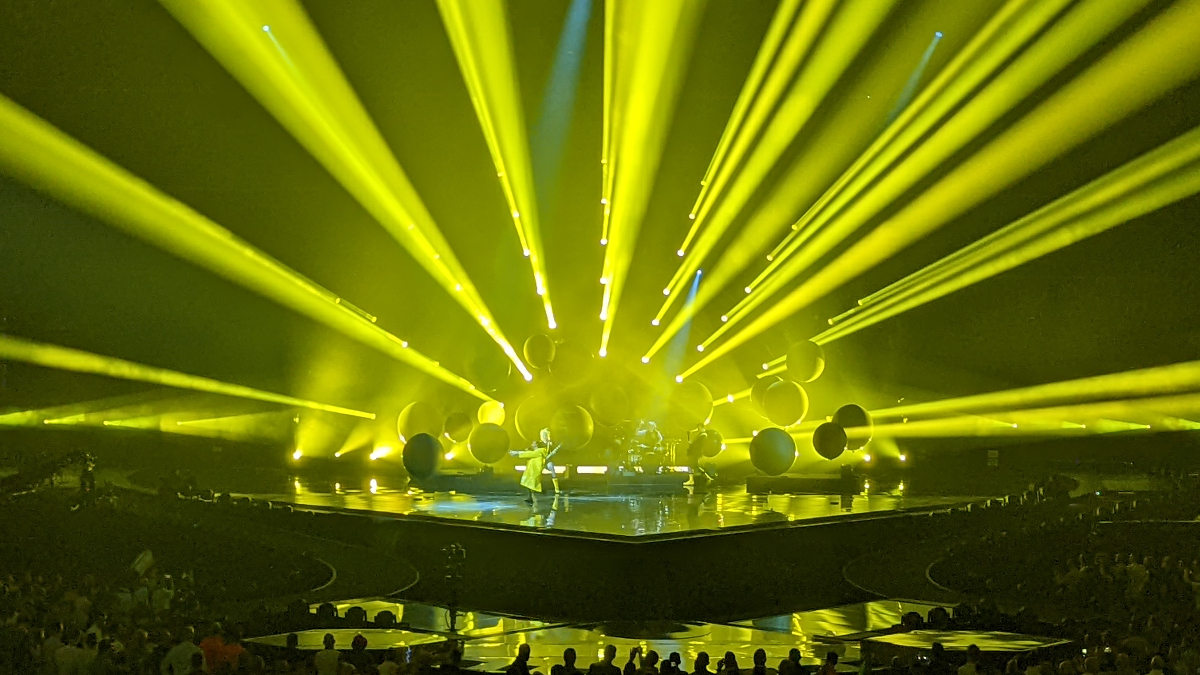
Performance The Rasmus, Ao Vivo

"Jezebel" é a canção que representou a Finlândia no Festival Eurovisão da Canção 2022 que teve lugar em Turim. A canção foi selecionada através do Uuden Musiikin Kilpailu, no dia 26 de fevereiro de 2022. Na semifinal do dia 12 de maio, a canção qualificou-se para a final, terminando em 21º lugar com 38 pontos.